# Shina Peters

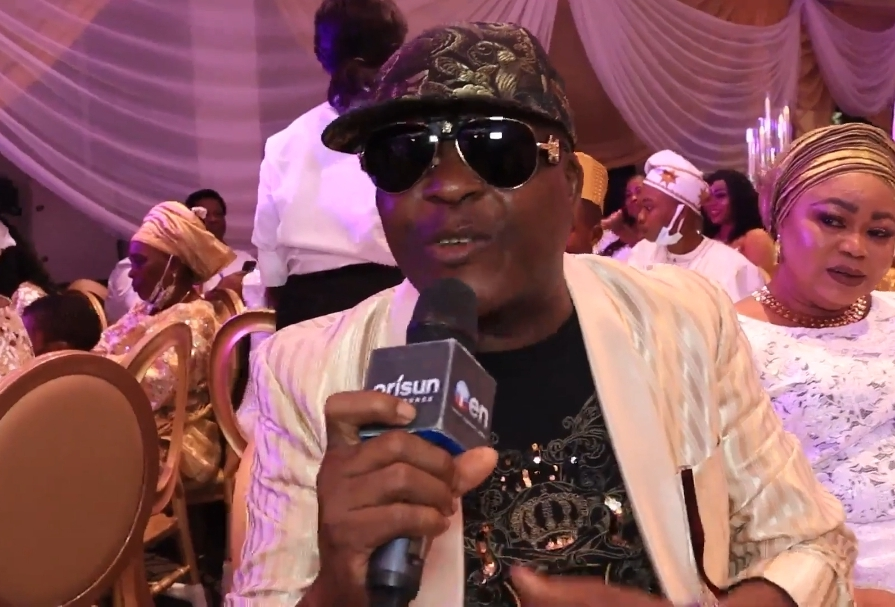
Shina Peters

Shina Peters (Oluwashina Akanbi Peters) es un músico nigeriano de jùjú. Nacido el 30 de mayo de 1958 en el estado de Ogun (Nigeria), él inventó el afro-jùjú a finales de los años 80. 

## Historia
Dos de las estrellas más grandes de los años 80 fueron Según Adewale y Shina Peters, que comenzaron sus carreras a mediados de los años 70 con Prince Adekunle. Eventualmente dejaron a Adekunle y formaron una breve sociedad como Shina Adewale & the International Superstars antes de comenzar sus carreras como solistas. Adewale fue el primero de los dos en obtener el éxito, cuando se hizo el músico más famoso de Yo-pop. El auge del Yo-pop no duró mucho tiempo, substituido por el estilo afro-jújù de Shina Peters, que se hizo estilo independiente tras la publicación de Afro-Jújù Series 1 en 1989. El afro-jújù es una combinación de afrobeat y fuji. El fenómeno caló tanto entre los admiradores de Shina que se denominó "Shinamanía". Aunque le concedieron el premio Músico Jùjú del Año en 1990 y la expansión de la "Shinamanía" logró enormes ventas el fenómeno fue desprestigiado por los críticos. Su éxito abrió el campo a los nuevos músicos promoviendo los logros de Fabulous Olu Fajemirokun y Adewale Ayuba.

## Discografía
- Reunion (1997)
- My Child (1994)
- Mr. President (1993)
- Experience (1992)
- Dancing Time (1991)
- Shinamania (1990)
- Afro-Juju 1 (1989)